# MJ & Friends
MJ & Friends — серія благодійних концертів американського попспівака Майкла Джексона за участі інших артистів. Ціллю тура було зібрати гроші для дітей у Косово, Африці та в інших місцях. Джексон дав два концерти: перший відбувся 25 червня 1999 року (рівно за 10 років до його смерті) у Сеулі, Південна Корея, а другий у Мюнхені, Німеччина, 27 червня 1999 року.

## Інцидент у Мюнхені
На другому концерті у Мюнхені, під час виконання Earth Song, середня частина моста впала після підняття у повітря. Джексон поранив спину, але довів концерт до кінця. Уже за кулісами він впав через сильний біль у спині, і його відвезли до госпіталю. Цей біль ще багато років мучив Майкла.

## Сет-лист
1. MTV 1995 Video Music Award Medley
  - Don't Stop 'til You Get Enough
  - The Way You Make Me Feel
  - Scream
  - Black or White
  - Billie Jean
2. Dangerous
3. Earth Song
4. You Are Not Alone
5. Heal the World (інструментальна інтерлюдія)

Примітка: на репетиції 24 червня 1999 року (за день до першого концерту) Джексон виконав She's Out Of My Life дуетом зі співачкою Шаде Аду після Dangerous. Але на концерті пісня так і не прозвучала.

## Дати концертів
| Дата                | Місто  | Країна         | Місце проведення      |
| ------------------- | ------ | -------------- | --------------------- |
| 25 червня 1999 року | Сеул   | Південна Корея | Seoul Olympic Stadium |
| 27 червня 1999 року | Мюнхен | Німеччина      | Olympiastadion        |

## Концерти «Millennium»
31 грудня 1999 року Джексон планував дати два концерти у США та Австралії, щоб відсвяткувати нове тисячоліття та Новий рік. Але ці плани були скасовані. Сет-лист концертів невідомий. Зібрані кошти з цих концертів планувалося пожертвувати у різні благодійні організації.

### Скасовані концерти
| Дата                | Місто    | Країна    | Місце проведення  |
| ------------------- | -------- | --------- | ----------------- |
| 31 грудня 1999 року | Гонолулу | США       | Aloha Stadium     |
| 31 грудня 1999 року | Сідней   | Австралія | Stadium Australia |